# Giusi Marchetta
Giusi Marchetta (* 1982 in Mailand)  ist eine italienische Schriftstellerin.

## Leben
Giusi Marchetta wurde 1982 in Mailand geboren, wuchs aber im Süden Italiens, in der Nähe von Neapel auf, da ihre Eltern Süditaliener sind. In Neapel studierte sie Klassische Philologie und ließ sich anschließend zur Lehrerin ausbilden. Durch die Schulreform in Italien wurden viele Arbeitsplätze gestrichen, daher zog sie nach Turin, wo sie heute an einem inklusiven Gymnasium arbeitet.
Ihre erste Erzählsammlung  Dai un bacio a chi vuoi tu (2007, Terre di mezzo) schrieb sie nach einem Workshop für Kreatives Schreiben bei Antonella Cilento, für die sie mit dem »Premio Calvino« ausgezeichnet wurde. Ihre zweite Erzählsammlung Napoli ore 11 erschien 2009, ebenfalls bei dem kleinen milanesischen Verlag Terre di mezzo und ist mittlerweile in der 4. Auflage. Der Leguan will das nicht ist ihr erster Roman und Finalist für den italienischen Literaturpreis »Premio Alassio«. Die italienische Originalausgabe erschien 2011 unter dem Titel L’iguana non vuole bei dem italienischen Verlag Rizzoli in Mailand.
Zurzeit arbeitet die Autorin als Lektorin für den italienischen Verlag Einaudi und an verschiedenen Filmprojekten.

## Veröffentlichungen
- Dai un bacio a chi vuoi tu. Erzählungen. Terre di mezzo, Mailand 2007.
- Napoli ore 11. Erzählungen. Terre di mezzo, Mailand 2009.
- L’iguana non vuole. Roman. Rizzoli, Mailand 2011. ISBN 978-88-17-05090-6
  - Deutsch: Der Leguan will das nicht. Aus dem Italienischen von Angelika Beck, Insel Verlag, Berlin 2012, ISBN 978-3-458-35889-3.[4]